# Das Geschenk der Pachamama
El regalo de la Pachamama (spanisch), deutscher Titel Das Geschenk der Pachamama, ist ein japanisch-bolivianischer, auf Quechua gedrehter Spielfilm von Toshifumi Matsushita aus dem Jahre 2008. Er handelt von der ersten Reise eines dreizehnjährigen Jungen des indigenen Volkes der Quechua mit seinem Vater zum Salzhandel und von der Liebesgeschichte des Jungen mit einem Mädchen. Die Geschichte ist im Umfeld des traditionellen Salzabbaus an der Salzebene bei Uyuni in Bolivien angesiedelt.

## Toshifumi Matsushita als vorheriger Filmproduzent
Der japanische Filmproduzent Toshifumi Matsushita wurde 1950 in Kakogawa in Japan geboren. Er machte sein Baccalaureat in Rechtswissenschaften an der Dōshisha-Universität und arbeitete danach als assistierender Produzent im Shouchiku Kyoto Film-Studio in Kyoto. 1979 kam er in die Vereinigten Staaten, um an der Universität New York Filmproduktion zu studieren. 1981 begann er seine Tätigkeit als Filmproduzent bei Entel Communication, Inc., einem japanischen Fernsehunternehmen in New York City. 1987 gründete er die Firma Dolphin Productions, um Dokumentarfilme und Fernsehsendungen zu produzieren.

## Produktion
Das Geschenk der Pachamama ist der erste Spielfilm des Regisseurs Toshifumi Matsushita. Als dieser Bolivien bereiste, war er so von der Landschaft und den hier lebenden Menschen angetan, dass er sich entschloss, einen Film darüber zu machen. Er schrieb das Drehbuch und führte auch Regie dieses von seiner Firma Dolphin Productions produzierten Films. Er ließ sich dabei auch von Shindō Kanetos Klassiker des japanischen Kinos Die nackte Insel von 1960 inspirieren.
Der Film El regalo de la Pachamama wurde mit Quechua-Laienschauspielern der Region an den Orten der Handlung in bolivianischem Quechua gedreht.

## Handlung
Der 13-jährige Quechua-Junge Kunturi (gespielt von Christian Huayga) arbeitet mit seinem Vater Sauci (Francisco Gutierrez) in der traditionellen Salzgewinnung an der Salzpfanne von Uyuni nahe der Stadt Uyuni. Kunturis Großeltern bauen dagegen auf ihrem Land Quinoa an. Einmal im Jahr belädt Sauci seine Lamas mit Salz, um es in den Dörfern der Berge von Condoriri gegen andere Güter zu tauschen. Wir sehen im Film Kunturis erste Teilnahme an einer solchen Salzkaravane, so dass er erstmals in seinem Leben andere Teile Boliviens sieht. In den Dörfern erhalten sie für das Salz Kürbisse und Mais. Auf dem Weg werden Nachrichten ausgetauscht und Heilpflanzen gesammelt. In Macha, einem für die Quechua-Bevölkerung heiligen Ort, nehmen die Reisenden an Feierlichkeiten Teil, bei denen rituelle Kämpfe (Tinku) stattfinden und der Pachamama Opfergaben dargebracht werden. An ihrer letzten Station trifft Kunturi das gleichaltrige Mädchen Ulala (Faniy Mosques) und verliebt sich.

## Rezeption
Das Geschenk der Pachamama wurde in über 15 Ländern gezeigt, so 2008 auf dem Internationalen Filmfestival von São Paulo, dem Internationalen Filmfestival von Montreal und dem Internationalen Filmfestival von Vancouver sowie 2009 auf dem Internationalen Filmfestival von Rio de Janeiro. Er erhielt den Publikumspreis 2009 beim Festival des Lateinamerikanischen Films (New York Internacional Latino Film Festival, Festival de Cine Latino de Nueva York) in New York City und den Kritikerpreis des Festival de Cine Cero Latitud in Ecuador. Nach den Worten des Kameramanns Guillermo Ruiz ist es ein „poetischer Film, in dem sich das Licht, die Liebe und die Stille des Altiplano widerspiegeln“.